# Blackburn Skua
Die Blackburn B-24 Skua war ein britisches Kampfflugzeug. Es kam in der Anfangsphase des Zweiten Weltkrieges zum Einsatz. Als Jagdflugzeug wenig geeignet, war die Skua bald nur noch als Sturzkampfflugzeug im Einsatz, bevor sie durch Fairey Fulmar und Hawker Sea Hurricane ersetzt wurde. Ihren Namen bekam sie nach großen Vertretern der Raubmöwen.

## Geschichte
Die Blackburn Skua wurde (parallel zur Blackburn Roc) ab 1935 als trägergestütztes Jagdflugzeug entworfen. Sie war das erste wirklich moderne Flugzeug des Fleet Air Arm der Royal Navy in Ganzmetallbauweise, mit Landeklappen, Einziehfahrwerk und Verstellpropeller. Die Skua war für eine Besatzung von zwei Mann vorgesehen (Pilot und Beobachter).

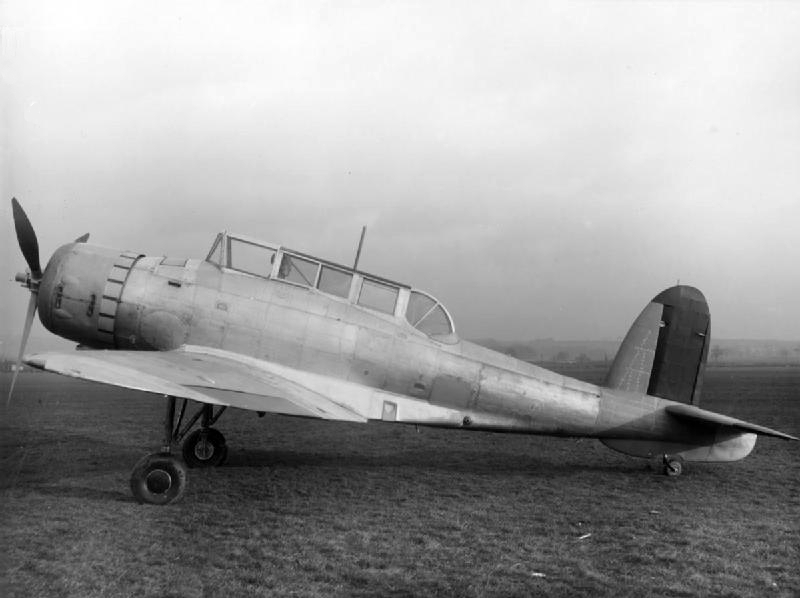
1. Prototyp (K5178) mit kurzem Bug

Der Erstflug des ersten Prototyps fand am 9. Februar 1937 statt, das erste Serienflugzeug flog am 28. August 1938 zum ersten Mal. Da die ursprünglich vorgesehenen Bristol-Mercury-IX-Doppelsternmotoren nicht verfügbar waren, wurde in die Serienmaschinen der schiebergesteuerte Perseus-XII-Doppelsternmotor des gleichen Herstellers eingebaut.

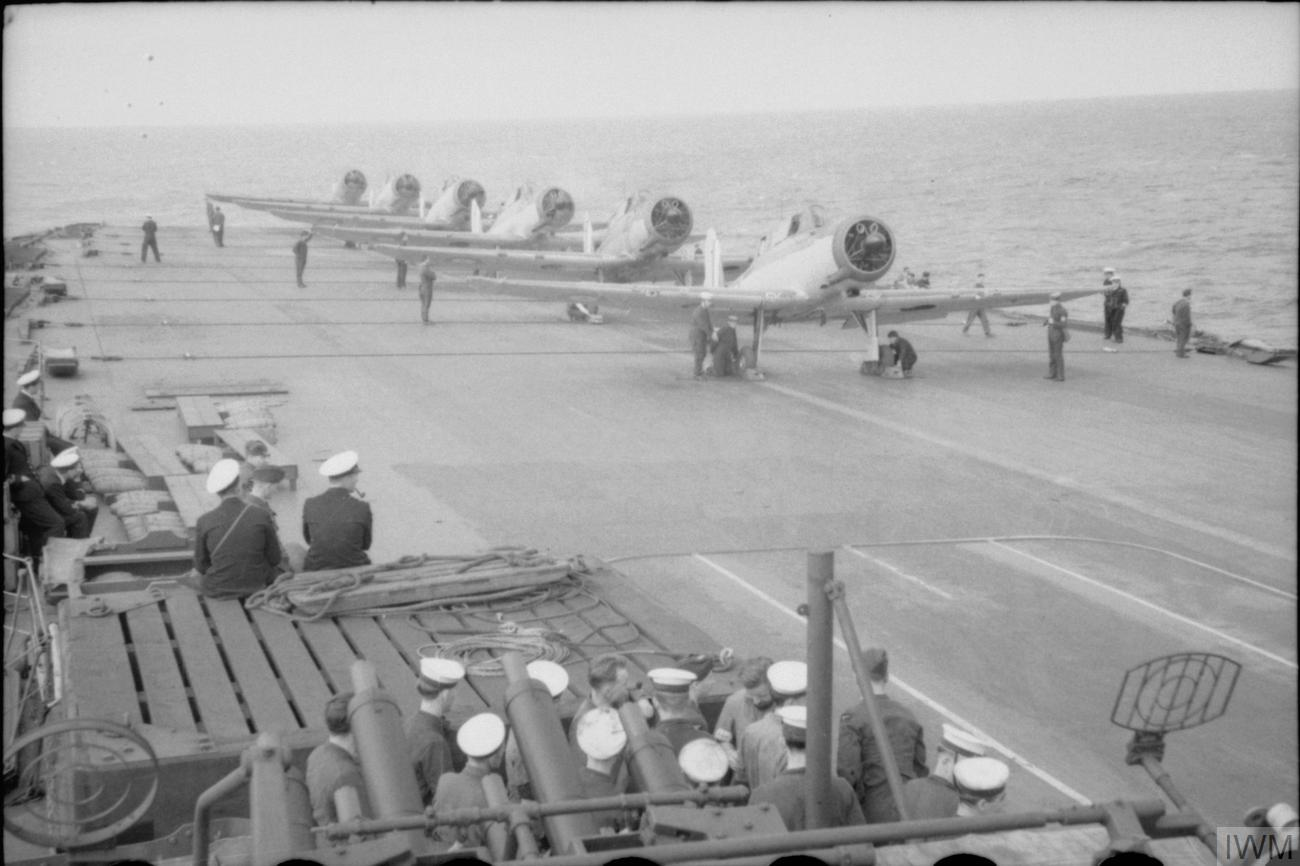
Skuas der 800 Naval Air Squadron im April 1941 auf der HMS Ark Royal

Schon bei der Indienststellung vor dem Ausbruch des Zweiten Weltkriegs war klar, dass das Muster für den geplanten Einsatz als Marinejagdflugzeug veraltet war; als Sturzkampfflugzeug konnte die Skua sich jedoch – zumindest anfangs – bewähren. Bei der Invasion Norwegens im Frühjahr 1940 konnten sie den deutschen Leichten Kreuzer Königsberg versenken; auch in der Schlacht um Frankreich waren sie bei Dünkirchen im Einsatz, wo sie aufgrund der Unbekanntheit des Flugzeugmusters teilweise sogar von den eigenen Truppen abgeschossen wurden. Bereits 1941 ersetzte man die Skua bei den Frontverbänden jedoch durch die schnelleren und besser bewaffneten Fairey Fulmar und Hawker Sea Hurricane.
Insgesamt wurden von der Blackburn Skua 192 Exemplare gebaut.

## Versionen
Skua Mk I
Prototyp mit 840-PS-Motor Bristol Mercury IX, zwei gebaut.
Skua Mk II
Serienversion mit 903-PS-Motor Bristol Perseus XII. Die Rumpf war verlängert und die Flügelenden waren leicht nach oben gerichtet worden, 190 gebaut.

## Einsatz
Eine Skua war angeblich das erste britische Flugzeug, das im Zweiten Weltkrieg ein feindliches Flugzeug abgeschossen hat – eine Dornier Do 18 der Luftwaffe am 26. September 1939.
Über Norwegen wurde die Skua als Jagdflugzeug eingesetzt. Dabei konnten einige Abschüsse gegen Heinkel He 111 sowie Dornier Do 17 und Junkers Ju 88 verbucht werden. Ein Skua-Pilot, William Paulet Lucy, konnte dabei durch den Abschuss von sieben Flugzeugen den Status eines Fliegerass erreichen.

## Militärische Nutzung
Vereinigtes Königreich
- Fleet Air Arm
- Royal Air Force als Zielschlepper

## Technische Daten

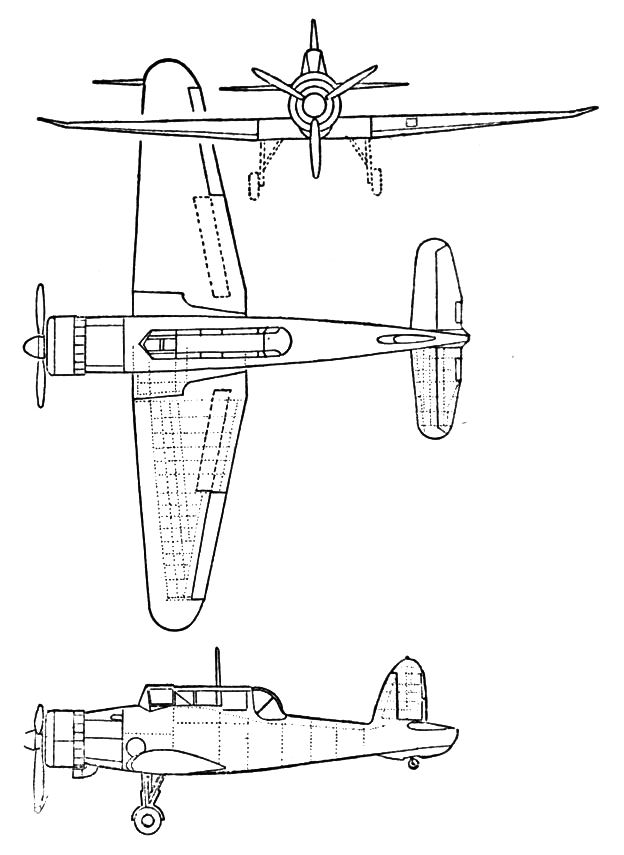
Dreiseitenriss Blackburn Skua

| Kenngröße             | Daten                                                                 |
| --------------------- | --------------------------------------------------------------------- |
| Besatzung             | 2                                                                     |
| Länge                 | 10,85 m                                                               |
| Spannweite            | 14,07 m                                                               |
| Höhe                  | 3,81 m                                                                |
| Flügelfläche          | 28,98 m²                                                              |
| Flügelstreckung       | 6,8                                                                   |
| Leermasse             | 2490 kg                                                               |
| Startmasse            | 3732 kg                                                               |
| Antrieb               | 1 × 9-Zylinder-Sternmotor Bristol Perseus XII mit 903 PS (ca. 660 kW) |
| Höchstgeschwindigkeit | 362 km/h in 1980 m Höhe                                               |
| Dienstgipfelhöhe      | 6160 m                                                                |
| Reichweite            | 1223 km                                                               |
| Bewaffnung            | 5 × 7,7-mm-MG, eine 227-kg-Bombe                                      |